# Markt 5 (Quedlinburg)

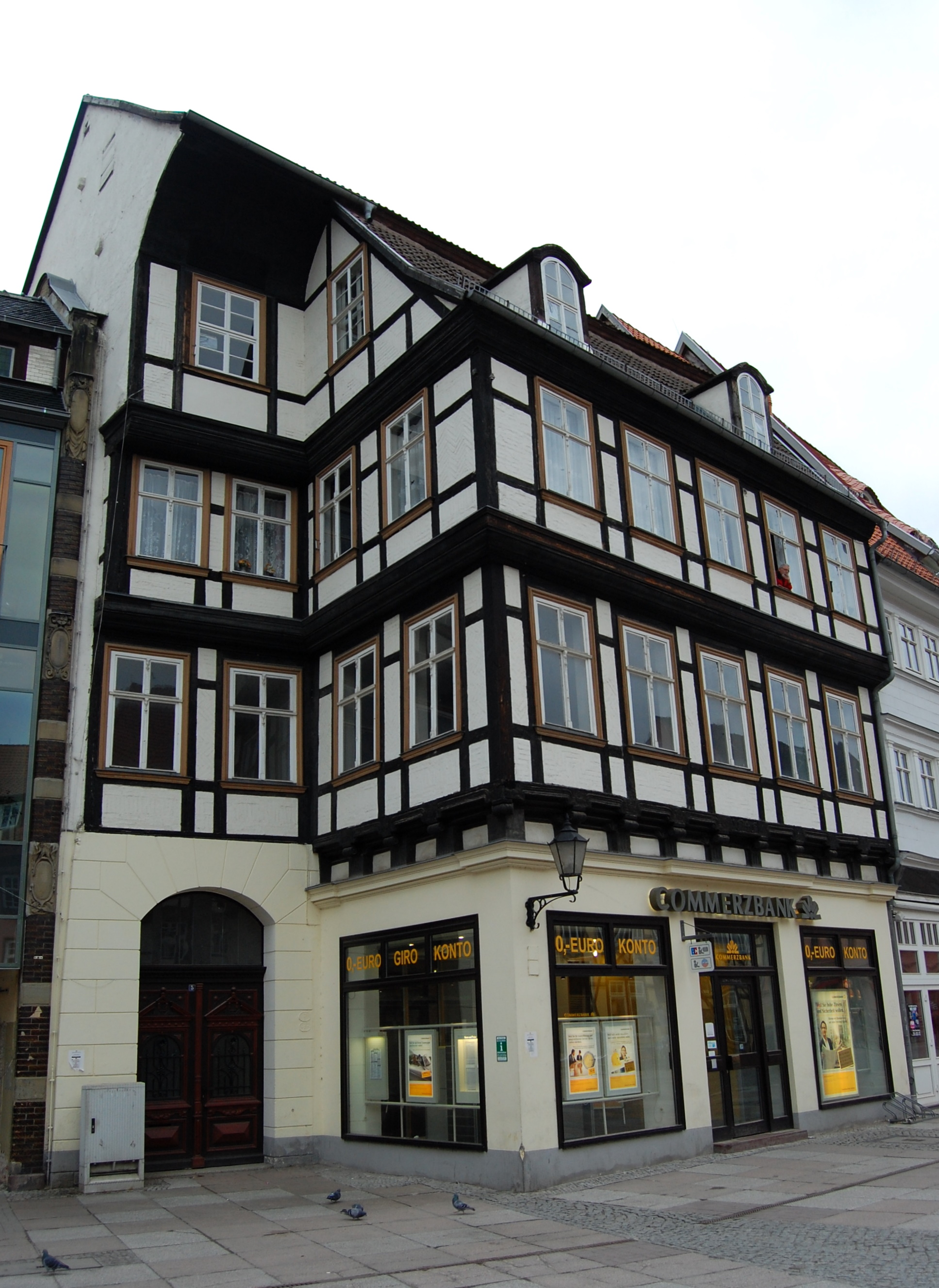
Haus Markt 5 (2012)

Das Haus Markt 5 ist ein denkmalgeschütztes Gebäude in der Stadt Quedlinburg in Sachsen-Anhalt.

## Lage
Es befindet sich an der Ostseite des Marktplatzes der Stadt und gehört zum UNESCO-Weltkulturerbe. Nördlich grenzt das gleichfalls denkmalgeschützte Haus Markt 4 an.

## Architektur und Geschichte
Das im Quedlinburger Denkmalverzeichnis als Kaufmannshaus bezeichnete Fachwerkhaus stellt in seinem Kern ein frühes Beispiel des niedersächsischen Fachwerkbaus dar. Es bestehen Reste der Gestaltung aus der Zeit der Renaissance, so finden sich insbesondere Zylinderbalkenköpfe. Im Mittelalter diente das Grundstück als Standort des Gildehauses der Gewandschneider und ab 1545 der Tuchmacher. Am Haus befindet sich eine erhaben aus dem Holz herausgearbeitete Bauinschrift mit der Jahreszahl 1545. Es handelt sich um die älteste inschriftliche Datierung in Quedlinburg. Aus dieser Zeit stammen jedoch nur noch die Deckenbereiche und Stockschwellen. In diesem Bereich sind frühe Formenbeispiele des Einsatzes von Fächerrosetten erhalten.
Um 1770 entstand die heutige straßenseitige Fassade und ein seitlicher Anbau. Zugleich wurde das Haus aufgestockt. Die Gestaltung erfolgte im Stil des Frühklassizismus mit Gurtgesims.
Besonders auffällig ist die an der Nordseite des Hauses deutlich zurücktretende Straßenfront und die ungewöhnliche Ausführung des Dachs. Die Traufe ist gekehlt.
Das Gebäude wurde in den Jahren 2021 bis 2024 aufwändig saniert. Dabei entstand im Erdgeschoss ein Restaurant und in den oberen Etagen wurden Ferienwohnungen eingerichtet.